# Csehi (település)
Csehi község Vas vármegyében, a Vasvári járásban.

## Fekvése
A Kemeneshát délkeleti csücskében fekszik. Vasvártól keletre, a Zala vármegyei határhoz közel, három irányból megközelíthető helyen található. Belterületének déli szélén elhalad a Zalabér-Vasvár között húzódó 7361-es út, főutcája pedig az abból észak felé kiágazó 7382-es út, amely Csehimindszent felé vezet tovább.

## Története
Nevét már az Árpád-korból ismerjük. Nevét 1217-ben említették először Cheeh formában, a vasvári káptalan birtokainak összeírásával kapcsolatban, majd az 1600-as években neve Vasvár közelsége miatt  Vasvárcsehiként is ismert volt. Valószínűleg cseh telepesek alapították a falut. A falunak régi kőfallal körülvett temploma volt.
A falu az Osl nemzetségbeli Ostffy család birtokai közé tartozott, akik 1436-ban új adománylevelet kaptak rá, megerősítve ezzel korábbi birtokjogaikat. A nemzetség tagjai 1544-ben osztoztak meg itteni birtokaikon. Később a vasvári káptalan mellett az Ostffy, a Török, a Poliany és Geletffy családoknak is voltak itt birtokaik. 1726-ban Telekesi Török István itt lévő birtokát a bécsi kamara elkobozta. A 18. században a Festetich, a 19. században a zalabéri Horváth család volt a falu határának túlnyomó része felett birtokjoga.
1573-as összeírás idejére a korábbi török támadások és a pestis megtizedelte a lakosságot, ekkor összesen 19 lakott és 6 elhagyott házat írtak itt össze össze. Már a század elejétől hódoltak a töröknek az itt élők, először a fehérvári később a kanizsai basának, de a lakosság ennek ellenére további támadásoknak és szenvedésnek volt kitéve, ezért egyre többen elhagyták falujukat. 
A 17. század végén és a 18. század elején a vasvári káptalannak szolgáló jobbágyok kedvezőbb helyzetbe kerültek, mert az akkori nagybirtokos kiharcolta a harmincad- és vámmentesség eltörlését, ami a termékeikkel való kereskedést könnyítette meg. 1702-től lehetővé vált számukra, hogy pénzzel megválthassák a robot szolgálatot.
Az 1700-as évek békés időszaka kedvezően hatott a szőlőtermesztésre, évről évre nőtt a megművelt területek száma. Önkormányzatuk is fejlett volt, ezt bizonyítja az 1725-ből fennmaradt hegyközségi pecsétlenyomat.

## Közélete

### Polgármesterei
- 1990–1994: Szabó Jenő (FKgP)[2]
- 1994–1998: Nagy László (SZDSZ)[3]
- 1998–2002: Nagy László (független)[4]
- 2002–2006: Végh István (független)[5]
- 2006–2010: Nagy László (független)[6]
- 2010–2014: Nagy László (független)[7]
- 2014–2019: Nagy László (független)[8]
- 2019–2023: Nagy László (független)[9]
- 2023–2024: Horváth Noémi (független)[10]
- 2024– : Horváth Noémi (független)[11]

A településen 2023. július 2-án időközi polgármester-választást kellett tartani, a községet közel három évtizeden át irányító, addigi faluvezető március 29-én bekövetkezett halála miatt.

## Népessége
A település népességének változása:
| Lakosok száma | 246  | 238  | 238  | 228  | 243  | 234  | 244  |
|               | 2013 | 2014 | 2015 | 2021 | 2022 | 2023 | 2024 |

A 2011-es népszámlálás során a lakosok 96,5%-a magyarnak, 2,7% németnek, 0,8% cigánynak mondta magát (3,1% nem nyilatkozott; a kettős identitások miatt a végösszeg nagyobb lehet 100%-nál). A vallási megoszlás a következő volt: római katolikus 78,9%, református 3,1%, evangélikus 0,8% (17,2% nem nyilatkozott).
2022-ben a lakosság 90,9%-a vallotta magát magyarnak, 7% németnek, 4,1% cigánynak, 0,4% ruszinnak, 2,9% egyéb, nem hazai nemzetiségűnek (7,4% nem nyilatkozott; a kettős identitások miatt a végösszeg nagyobb lehet 100%-nál). Vallásuk szerint 57,2% volt római katolikus, 2,5% református, 1,2% evangélikus, 0,4% görög katolikus, 0,8% egyéb keresztény, 1,6% egyéb katolikus, 4,9% felekezeten kívüli (31,3% nem válaszolt).

## Nevezetességek
- Római katolikus templom – A község temetőjében álló templomot 1760-ban építették. Az egyhajós épület szentélye a sokszög oldalaival záródik. Tornyát, amely a homlokzat előtt áll, főpárkányból kiemelkedő több szög alakú gúlasisak fedi. A templom ma már műemlék.